# Gerardus Jacobus van der Plaats
Gerardus Jacobus ("Gerard") van der Plaats (Utrecht, 8 oktober 1903 – Maastricht, 3 april 1995) was een Nederlands radioloog die gezien wordt als een van pioniers van de radiologie in Nederland. Zijn grootste verdiensten zijn de ontwikkeling van de röntgencontacttherapie, het ontwerp van de boloscoop en de verbetering van de opleiding van radiologische laboranten.

## Biografische schets

### Jeugd en opleiding
Gerard werd geboren in Utrecht als jongste van vier kinderen van Gerardus Jacobus van der Plaats (1864-1928) en Johanna Juliana Staufenbeil (1860-1938). Zijn vader was houtsnijder en het gezin had het niet breed. Zijn oudste broer, Bernardus Jan ("Ben") van der Plaats (1888-1957), volgde op kosten van de stad Utrecht het gymnasium en studeerde daarna wis- en natuurkunde en medicijnen. Hij en zijn vrouw Agathe van der Plaats-Keijzer (1888-1974) werden bekende radiologen, die voornamelijk in Nederlands-Indië werkten.
Gerard volgde het voorbeeld van zijn broer en behaalde in 1928 zijn artsexamen aan de Rijksuniversiteit Utrecht. Daarna volgde hij de opleiding tot radioloog in Utrecht (bij zijn vijftien jaar oudere broer Ben), vervolgens in Wenen (Holzknecht-Institut, met de nadruk op diagnostiek) en ten slotte in Frankfurt am Main (bij prof. Holfelder, met nadruk op radiotherapie). Nadat Ben was aangesteld als hoogleraar röntgenologie in Batavia, volgde Gerard hem op in het Utrechtse laboratorium van Hijmans van den Bergh.

### Wetenschappelijke loopbaan

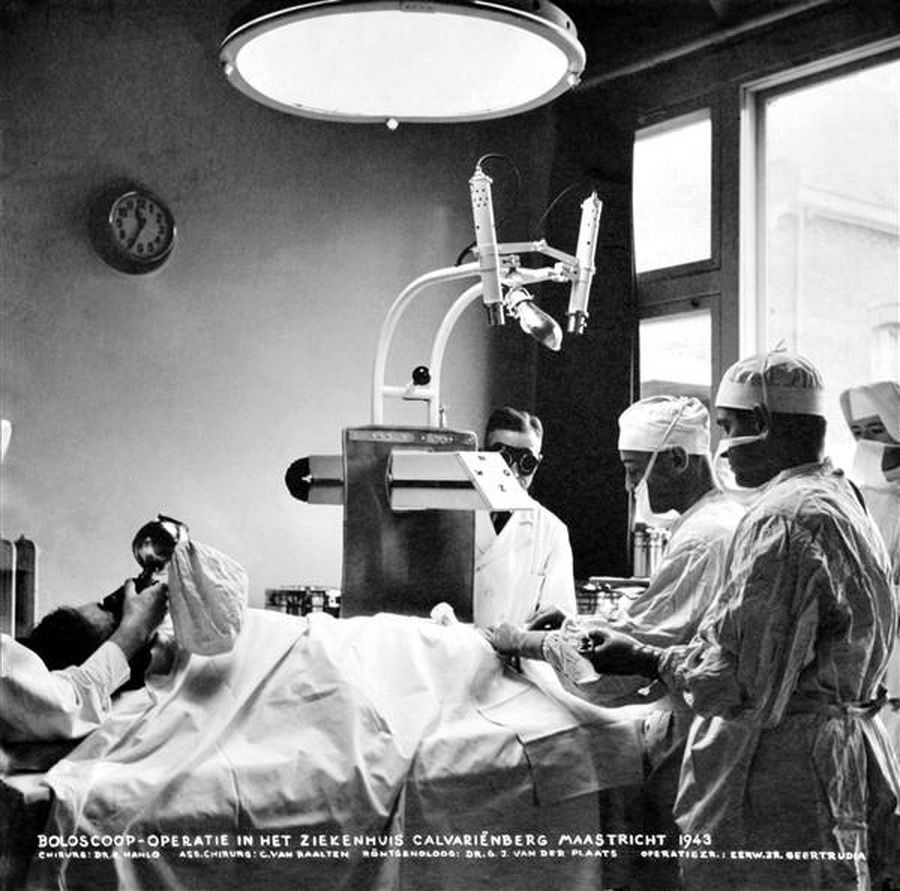
Van der Plaats (midden) met de door hem ontwikkelde boloscoop in de operatiekamer van Ziekenhuis Calvariënberg (1943)

Van 1930 tot 1936 werkte hij als radioloog bij Philips in Eindhoven, aanvankelijk bij het Natuurkundig Laboratorium (NatLab), later bij de medische afdeling, alwaar hij in contact kwam met de röntgenresearchgroep van Philips. In die periode ontwikkelde hij de zogenaamde röntgencontacttherapie. In 1938 promoveerde hij op dit onderwerp in Utrecht met een proefschrift getiteld Over de behandelingen van huidcarcinomen met röntgenbestraling volgens de Röntgenkaustiekmethode. Hij werkt achtereenvolgens als radioloog bij het RK Binnenziekenhuis in Eindhoven (1930-1936; parallel aan zijn werkzaamheden bij Philips), als hoofd radiologische afdeling van het Ziekenhuis Calvariënberg in Maastricht (1936-1950), en in diezelfde functie aan het Ziekenhuis Sint-Annadal, eveneens in Maastricht (1950-1968). In de naoorlogse jaren deed hij onderzoek naar onder andere stereoscopie, dosisbeperking, vergrotingstechniek, beeldversterker-technologie en röntgencinematografie. Na de opening van het nieuwe Ziekenhuis Sint-Annadal in 1950, zette Van der Plaats zich in voor de realisering van een centrum voor kankerbestrijding, dat in 1954 werd geopend. Tevens begon hij een driejarige opleiding röntgendiagnostiek en -therapie voor laboranten, waaraan hij tot na zijn pensionering verbonden bleef. In Maastricht opgeleide röntgenlaboranten zwermden uit over heel Nederland. In 1953 verscheen het door hem samengestelde leerboek Medische röntgentechniek, dat vele herdrukken beleefde en in meerdere talen werd vertaald.
Van 1955 tot 1958 was hij buitengewoon hoogleraar radiologie aan de Rijksuniversiteit Groningen. In zijn inaugurele rede, getiteld Diagnostiek en therapie in de greep van de techniek, sprak hij zijn twijfel uit over de effectiviteit van de zich steeds verder ontwikkelende stralingsapparatuur, omdat er naar zijn mening te weinig aandacht was voor de biologische aspecten van het ontstaan en de behandeling van gezwellen. In Groningen zette hij de eerste Nederlandse schreden op het gebied van de cine-angiocardiografie, de voorloper van de hartkatheterisatie. Van der Plaats bleef tijdens deze periode verbonden aan het Maastrichtse ziekenhuis en nam niet de moeite om naar Groningen te verhuizen. Aankomende assistenten moesten maar een onderkomen in Maastricht zoeken om twee maanden zonder salaris op de röntgenafdeling van het Sint-Annadalziekenhuis te werken. Daarna werd de opleiding in Groningen voortgezet. In 1958 gaf hij zijn hoogleraarschap op. Naast zijn werk bij Sint-Annadal hield hij er een privépraktijk op na, het zelfstandige specialisteninstituut A.M.I. (Ars Medica Iuvat, ofwel 'geneeskunst helpt'), gevestigd aan de Kesselskade 53, samen met de neuroloog-psychiater dr. Mesker en de oogarts dr. Van den Akker.

### Privéleven

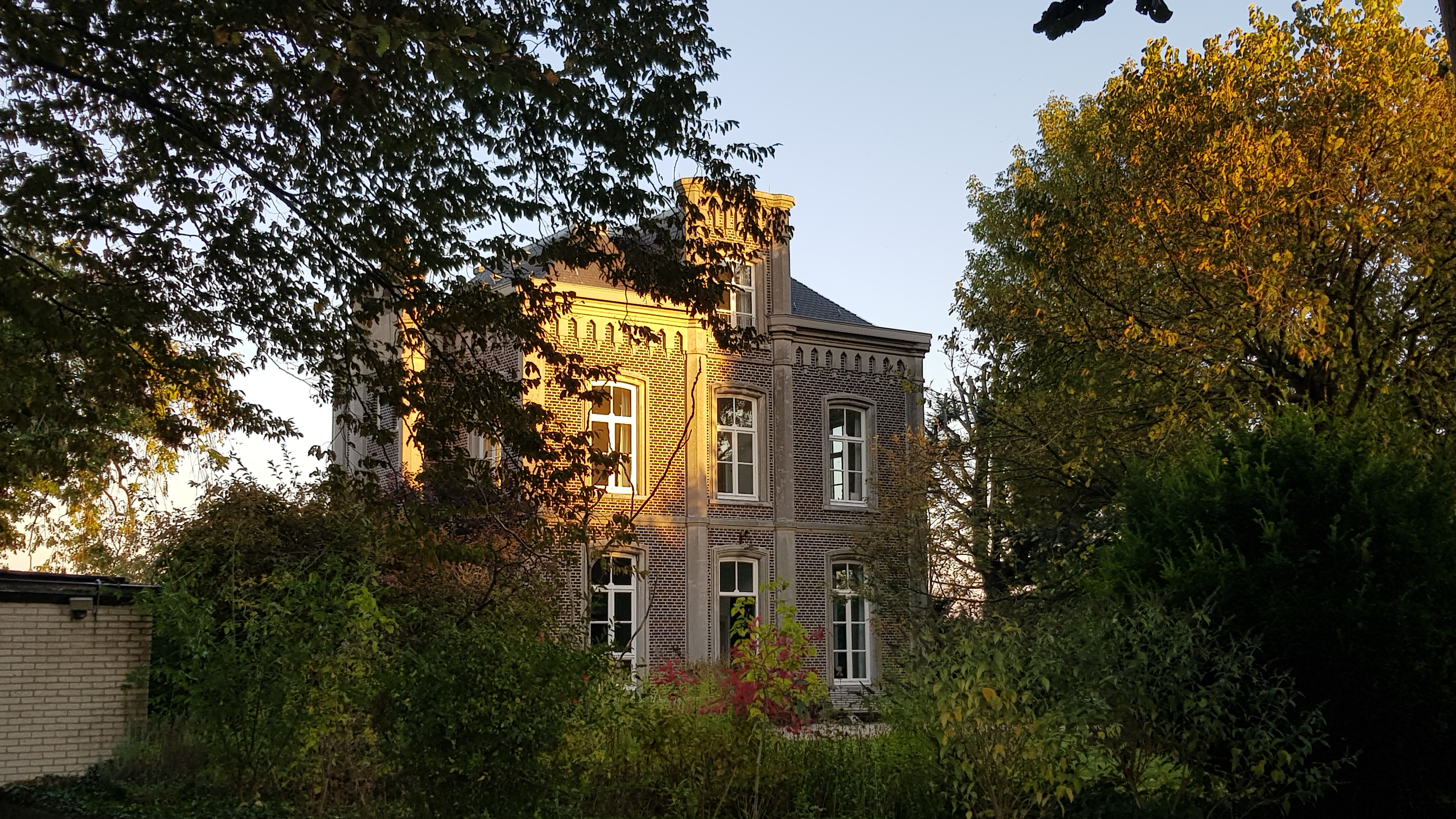
Villa Maaszicht, het woonhuis van Van der Plaats in Sint Pieter, 1961-1995

Van der Plaats was vóór en tijdens de Tweede Wereldoorlog Duitsgezind. Door zijn Duitse moeder sprak hij vloeiend Duits. Hij bewonderde het organisatietalent van de Duitsers en met name hun wetenschappelijke prestaties. Omdat hij een verdienstelijk schermer was, werd hij in 1936 door het NOC afgevaardigd naar de Olympische Spelen in Berlijn. Hoewel hij zich niet kwalificeerde, werd zijn bewondering voor Duitsland erdoor gesterkt. Voor zover bekend was hij nooit lid van de NSB of andere nationaalsocialistische organisaties, maar door zijn vele contacten met Duitsers en Duitsgezinden kon hij in de oorlog vrij reizen, waardoor hij onder andere een door hem bij Philips ontwikkelde boloscoop in Duitsland kon demonstreren. In 1947 werd hij door burgemeester Michiels van Kessenich vanwege zijn pro-Duitse houding tijdens de oorlog officieel berispt.
Op 23 november 1936 trouwde Van der Plaats met Anna Theodora Christina ("Ans") Verhoef (1904-1986), net als hijzelf in Utrecht geboren en eveneens arts-radioloog in Calvariënberg. Het echtpaar kreeg drie dochters. Het gezin woonde aanvankelijk aan de Hoge Kanaaldijk in Sint Pieter. Vanaf 1961 bewoonden Van der Plaats en zijn vrouw de Villa Maaszicht, die eerder in gebruik was als meisjespensionaat van de zusters Ursulinen. Ze bleven er tot hun dood wonen.
Gerard van der Plaats overleed op 91-jarige leeftijd in Maastricht, negen jaar na zijn echtgenote. Beiden werden bijgezet in het familiegraf op het kerkhof van Sint-Pieter boven.

## Eerbewijzen
- In 1940 ontving hij, samen met Betty Levie, de Wertheim Salomonson-medaille voor zijn werk met röntgencontacttherapie.[10]
- In 1962 ontving hij de Röntgen-Plakette van de stad Remscheid (geboorteplaats Wilhelm Röntgen)[11]
- In 1969 werd hij erelid van de Nederlandse Vereniging voor Radiologie.[12]
- Van der Plaats was tevens erelid van verschillende buitenlandse radiologische verenigingen.[13]

## Varia
- In 1946 bood Van der Plaats de Amsterdamse kunstenaar Willem Hofhuizen (1915-1986), met vrouw en kind, een huis aan in Maastricht. Hofhuizen bleef er, op een korte onderbreking na, de rest van zijn leven wonen. Zo werd hij bekend als de "Amsterdamse Limburger."[14]
- Toen begin jaren 1950 de neef van Van der Plaats, G.J. van der Plaats (1917-2019), als radioloog in het Maastrichtse Sint-Annadalziekenhuis kwam werken, was de verwarring aanvankelijk groot. Dat werd opgelost door de invoering van de bijnamen "Senior" en "Junior", zonder nadere aanduiding. Binnen de familie werd Van der Plaats sr. aangeduid als "Loci", Latijn voor 'plaats'. In 1958 promoveerde Van der Plaats jr. in Groningen bij Van der Plaats sr.[1]
- In de tuin van Villa Maaszicht staat de Lourdesgrot Sint Pieter, mogelijk de oudste in Nederland. Van der Plaats zette zich in voor het behoud van de Lourdesgrot met bijbehorende kapel, alhoewel hij zelf niet katholiek was. Na zijn dood werd een votieftegel ter zijner herinnering in de kapel geplaatst.[9]